# Stenotyla
Stenotyla – rodzaj roślin z rodziny storczykowatych (Orchidaceae). Obejmuje 9 gatunków występujących w Ameryce Środkowej w takich krajach jak: Kostaryka, Salwador, Gwatemala, Honduras, Meksyk, Nikaragua, Panama.

## Systematyka
Rodzaj sklasyfikowany do podplemienia Zygopetalinae w plemieniu Cymbidieae, podrodzina epidendronowe (Epidendroideae), rodzina storczykowate (Orchidaceae), rząd szparagowce (Asparagales) w obrębie roślin jednoliściennych.
Wykaz gatunków
- Stenotyla estrellensis (Ames) P.A.Harding
- Stenotyla francoi Archila
- Stenotyla helleri (Fowlie) P.A.Harding
- Stenotyla lankesteriana (Pupulin) Dressler
- Stenotyla lendyana (Rchb.f.) Dressler
- Stenotyla maculata Archila
- Stenotyla maxillaperta Archila
- Stenotyla panamensis Pupulin
- Stenotyla picta (Rchb.f.) Dressler